# Confinements liés à la pandémie de Covid-19 au Royaume-Uni
Wikipédia ne donne pas de conseils médicaux ou sanitaires. Cet article est susceptible de contenir des informations obsolètes ou inexactes. Seul un professionnel de la santé est apte à vous fournir un avis médical, et seules les autorités sanitaires de votre pays sont compétentes pour donner des consignes de santé publique relatives à la pandémie de Covid-19.
Pour des articles plus généraux, voir Pandémie de Covid-19 au Royaume-Uni et Confinements liés à la pandémie de Covid-19 par pays.
Le confinement de la population britannique (en anglais : lockdown in the United Kingdom) désigne l'ensemble des mesures d'hygiène et de distanciation sociale, dites « barrières », définies au niveau national et local en réponse à la pandémie de Covid-19 au Royaume-Uni.
Il est ordonné par le gouvernement britannique à travers le Premier ministre Boris Johnson à compter du 23 mars 2020 pour une durée initiale de trois semaines dans le cadre des mesures d'urgence (état d'urgence) pour lutter contre la pandémie de Covid-19 au Royaume-Uni.
Tous les habitants sont tenus de rester dans leur logement, sauf pour acheter de la nourriture et des médicaments, travailler ou se rendre aux urgences. Les restrictions de la quarantaine ont rendu obligatoire la fermeture temporaire des magasins et des entreprises « non essentiels », y compris les bars, restaurants, pubs, cafés, cinémas, théâtres, salles de gyms, commerces et commerces de détail.

## Mesures économiques
Sous la pression du mouvement syndical, le gouvernement britannique s'engage à mettre en place une forme de chômage partiel garantissant à chaque salarié confiné 80 % du salaire. La mesure ne concerne toutefois pas les travailleurs « indépendants », qui représentent 5 millions de personnes et plus de 20 % de la population active, pour lesquels le gouvernement ne prévoit qu’une allocation de sécurité sociale équivalant à 101 euros par semaine. Un montant jugé largement insuffisant pour remplir ses besoins essentiels au Royaume-Uni. Le syndicat IWGB, qui fédère des travailleurs des plateformes numériques, décide en conséquence d'engager une action en justice contre le gouvernement Johnson.
« Rester à la maison dans de telles conditions, ça ne sera pas une possibilité pour beaucoup de travailleurs enregistrés comme indépendants, qui devront dès lors prendre le risque de sortir et travailler », dénonce Dan Dobson, représentant du syndicat Unite. Le dirigeant de l'opposition travailliste, Jeremy Corbyn, relève l’aveu de Matthew Hancock, le ministre de la Santé conservateur : « Il a admis qu’il ne pourrait pas survivre en recevant une telle somme chaque semaine. Le gouvernement doit faire comme il a fait avec les salariés, et protéger les revenus des indépendants et des contrats à zéro heure. » Lors d’un débat à la Chambre des communes, les députés travaillistes ont contraint le ministre des Finances à promettre, sans plus de détails, des mesures plus adaptées à moyen terme.